# Viaduc de Carrières-sur-Seine
Le viaduc de Carrières-sur-Seine est un viaduc routier situé dans les Hauts-de-Seine et les Yvelines, en France, et qui permet à l'autoroute A14 de franchir la Seine entre les communes de Nanterre, au sud, et de Carrières-sur-Seine, au nord. Il marque la liaison de cette autoroute avec la A86.

## Présentation
C'est un ouvrage important car il franchit la Seine, dans le prolongement de l'axe historique venant de la place Charles-de-Gaulle à Paris, puis passant par Neuilly-sur-Seine et traversant en tunnel le quartier d'affaires de La Défense. Immédiatement au sud-est du fleuve, il est relié par un échangeur à l'autoroute A86 et à la D 986.
C'est un ouvrage double en béton précontraint, d'une longueur totale de 510 m et dont le viaduc fait 155 m.

## Historique
Le viaduc a été construit entre 1995 et 1996 par les entreprises Bouygues Construction, GTM Construction et VSL International.

## Galerie de photographies

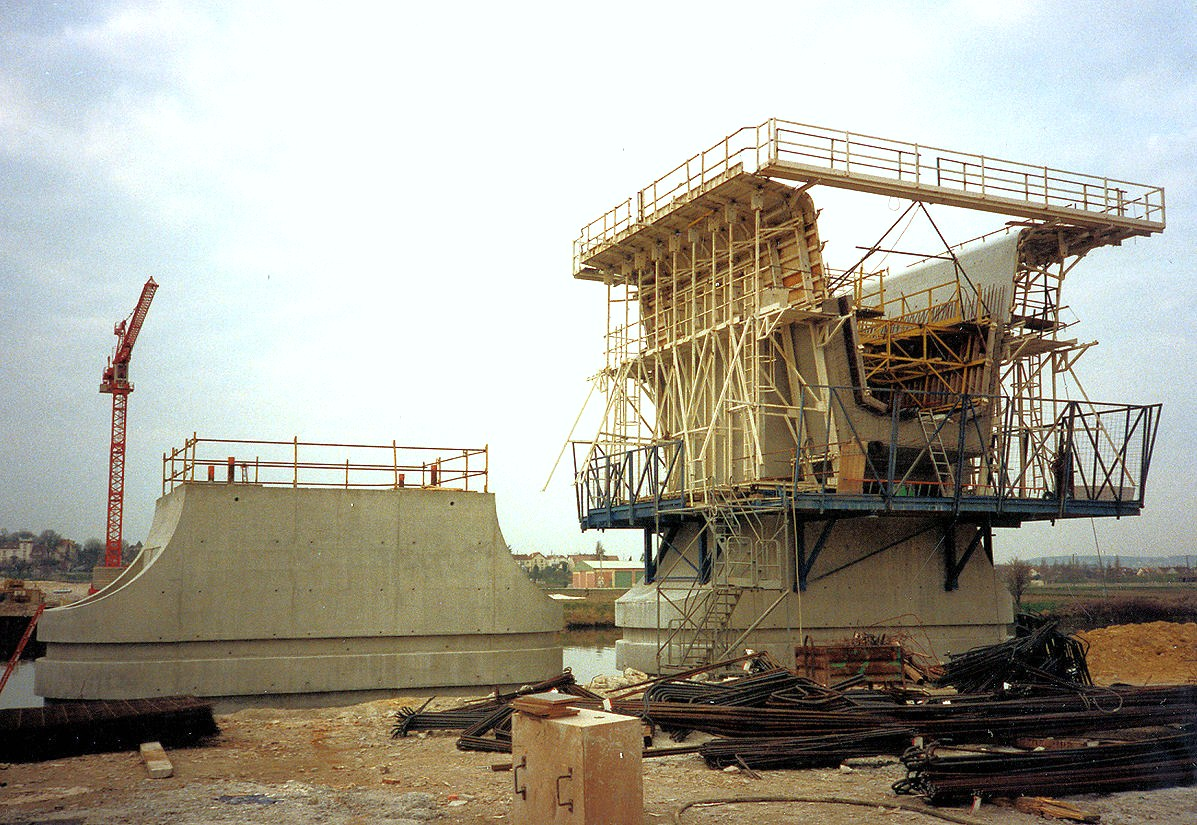
Construction d'une pile.
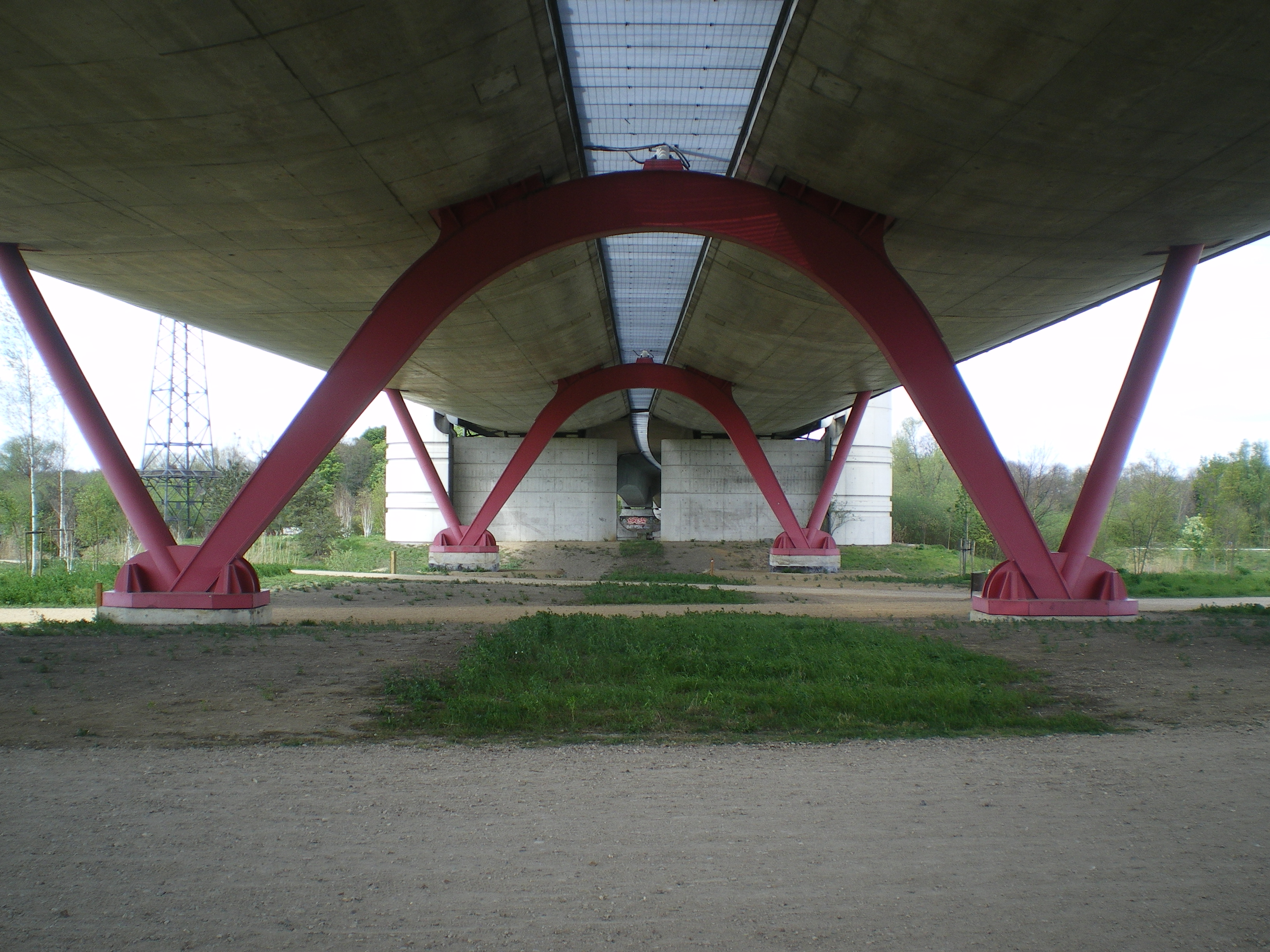
Portion sud-est avant la traversée de la Seine.
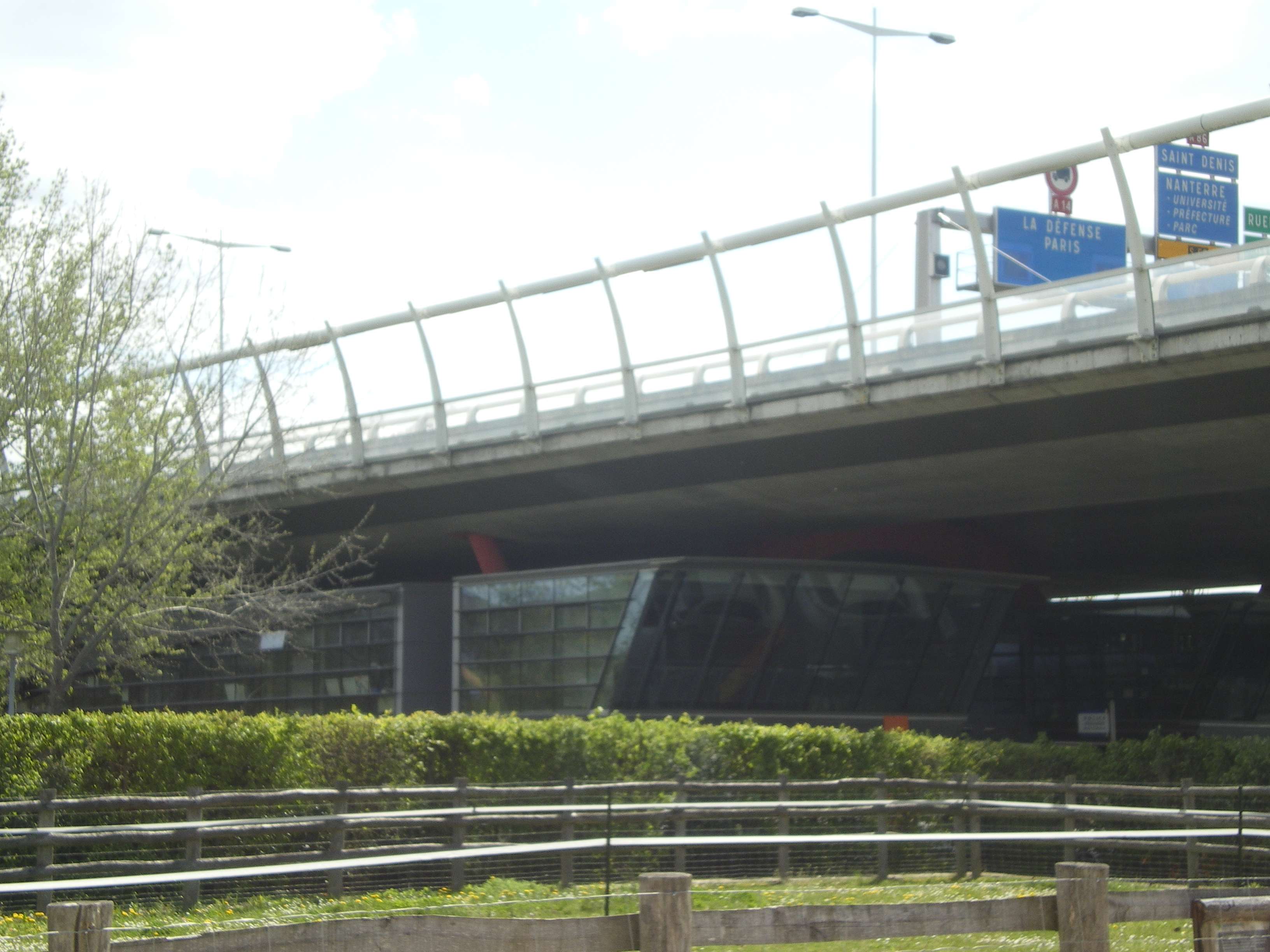
PC d'exploitation de l'autoroute A14 intégré dans le début du viaduc.
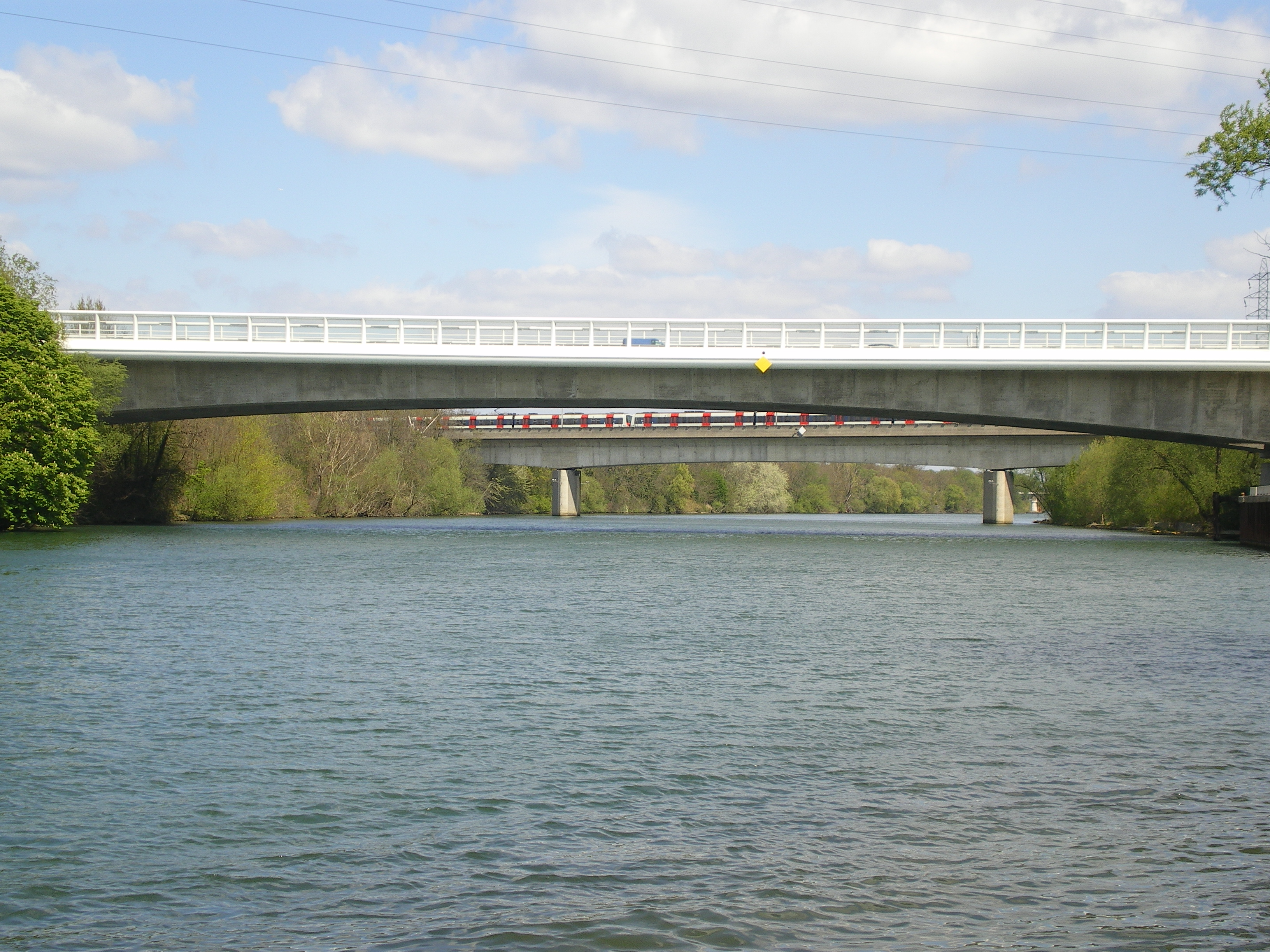
Traversée de la Seine, côté Nanterre, avec en arrière-plan le viaduc de Nanterre et une rame MI 84.
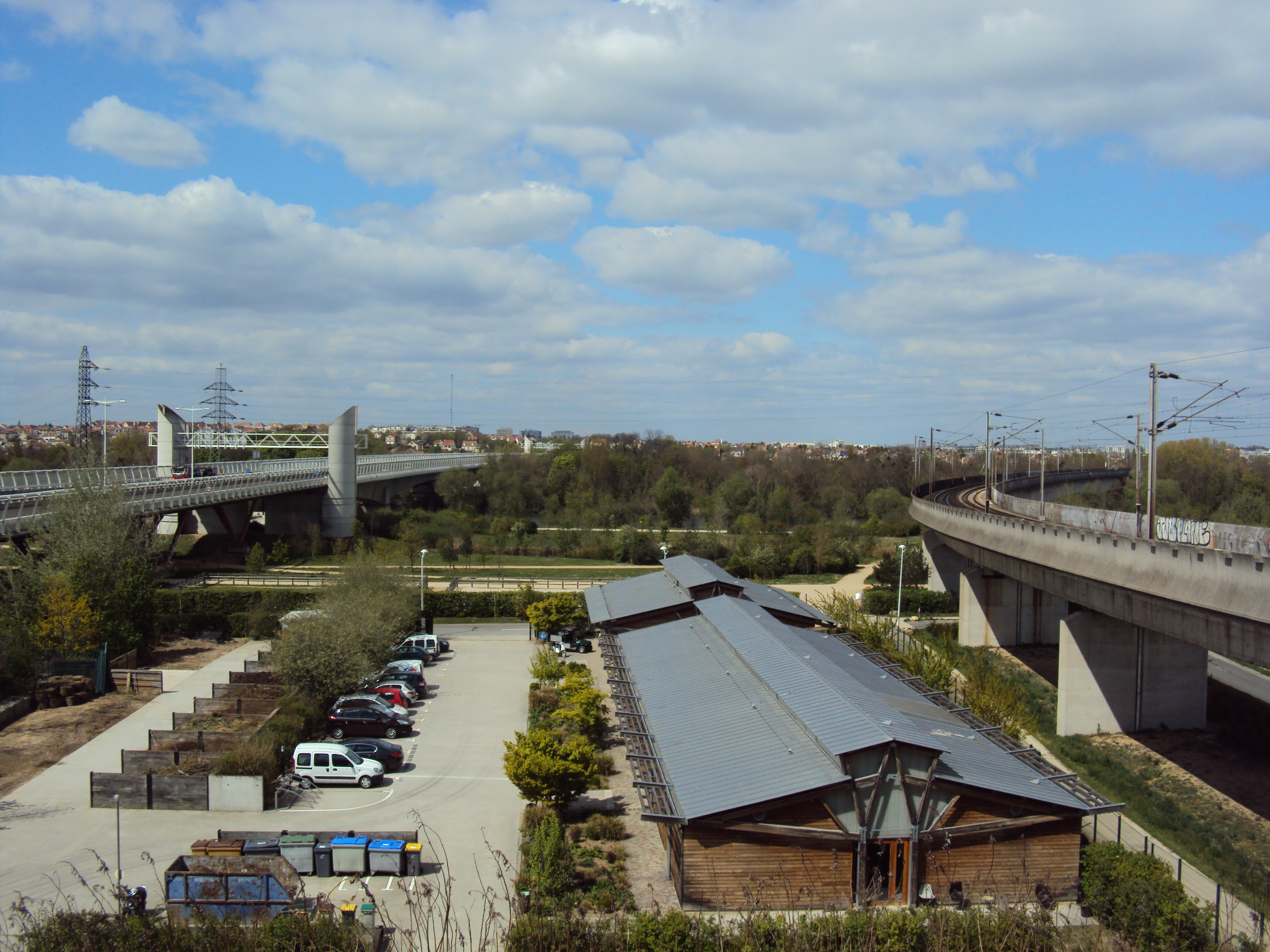
Les deux viaducs.